# 伝統の一戦 〜THE CLASSIC SERIES〜
伝統の一戦～THE CLASSIC SERIES～とは、NPBセントラル・リーグの読売ジャイアンツと阪神タイガースによる共同プロジェクト。

## 概要
2016年より開催されている読売ジャイアンツ、阪神タイガースの両球団による相互展開を図るプロジェクト。
80年以上の歴史を持つ日本プロ野球の創世期より、球史に残る幾多の名勝負を繰り広げ伝統を紡いできた日本プロ野球史上最古の2球団である読売ジャイアンツと阪神タイガースの両球団は「永遠のライバル」と呼ばれており、また、両者の対決は「伝統の一戦」と称されてきた。
これに因む形で、2016年にかつて両球団の主力選手として同時期に活躍した高橋由伸と金本知憲がそれぞれ新たに監督へ就任したことを機に、あらためて両球団の戦いを盛り立て、多くのファンにより一層の夢・感動を与えられるよう、両球団が共通ビジュアル、シリーズロゴの旗のもとに共同で様々な取り組むこととなった。なお、両球団が共同企画を行うのはこれが初めて。

## イベント専用ユニフォーム
初年度の2016年から2018年までは阪神側のみがイベント専用ユニフォームを着用していたが、2022年より両球団がかつて同時期に着用していたユニフォームを復刻する形でイベント専用ユニフォームを作成・着用する形となっている。
なお、「伝統の一戦～THE CLASSIC SERIES～」の名称はシーズンを通して全ての巨人 - 阪神戦に冠する形で用いられるが、イベント専用ユニフォームを着用するのはそれぞれが主催する2カード（6試合）のみとなっている。

### 2016年 - 2018年（阪神のみ）
2016年
4月26 - 28日の3連戦（甲子園）にて、1975 - 78年に使用され人気を集めた「輝流ライン」ユニフォームをリメイク（左袖の虎マークを現在のものにするなど）したユニフォームを着用。なお、このユニホームを着用する際は、金本監督の意向で阪神の選手全員がストッキングを見せる「オールドスタイル」に統一。
2017年
5月23 - 25日3連戦で1948 - 49年に着用されたユニフォーム（通称：黒のユニフォーム）を2017年版としてリメイクしたものを着用（帽子のマークを「O」から「TH」に変更、背ネームを追加）。
2018年
5月25日 - 27日に着用。「輝流ライン」ユニフォームのビジター用をベースに、胸ロゴを「HANSHIN」から「Tigers」に変えホーム用にリメイクした「輝流ラインユニフォーム2018」を着用する。

### 2022年 - （両球団着用）
2022年
1936年の第1回優勝決定戦（通称「洲崎の決戦」）をテーマに、その試合で着用していたとされるユニフォームを復刻。
巨人は1936 - 37年モデルをベースに「GIANTS」ロゴは黒、帽子のツバやラインは濃紺。
阪神は1936 - 40年モデルのグレー無地ユニフォームをベースに、黒字＋金縁の「OSAKA」ロゴ、金のハイピングライン。なお、左袖の虎マークも当時のデザインで再現している一方、当時はなかった帽子の「O」マークをあしらった。
両球団ともに、ラグランスリーブ仕様やストッキングの形状（ラインは再現）など現在の仕様が反映されている部分も多く、当時使用されていなかったヘルメットに関しては、いずれも黒一色にそれぞれのマークをあしらう形で用意された。
2023年
前年に続いて1936年をテーマとし、両球団のホーム／ビジターを入れ替える形となった。
巨人はグレーをベースに「GIANTS」ロゴは黒、帽子やラインは濃紺、帽子マークとストッキングのラインは赤。
阪神は1936年のみ使用された初代ホーム用ユニフォームをベースに、「Tigers」ロゴ＋白地にライトグレーのピンストライプ。当時はなかったと見られる帽子の「O」マークは黒に黄縁取りであしらわれた。
その他、両球団ともに現代的なアレンジが施されている点は前年と同様。